# Estero El Manzano
El estero el Manzano es un curso natural de agua que forma el límite oriental de la sierra de Ramón y desemboca en el río Maipo.

## Trayecto
Nace en la precordillera de Los Andes (Sierra de Ramón) de la cuenca formada por los cerros de Ramón y Punta de Damas. Por dicha quebrada fluye el estero el Manzano recorriendo 9 kilómetros hasta llegar al camino el Volcan, a los pies del Cerro Torrecillas, donde se encuentra la localidad de El Manzano y desemboca en el río Maipo.